# Mimobolbus ambiguus
Mimobolbus ambiguus är en skalbaggsart som beskrevs av Louis Albert Péringuey 1908. Mimobolbus ambiguus ingår i släktet Mimobolbus och familjen Bolboceratidae. Inga underarter finns listade i Catalogue of Life.